# Wazirabad
Wazirabad es una localidad en la provincia de Punyab (Pakistán).

## Demografía
Según estimación 2010 contaba con 110 378 habitantes.